# Impérialisme romain

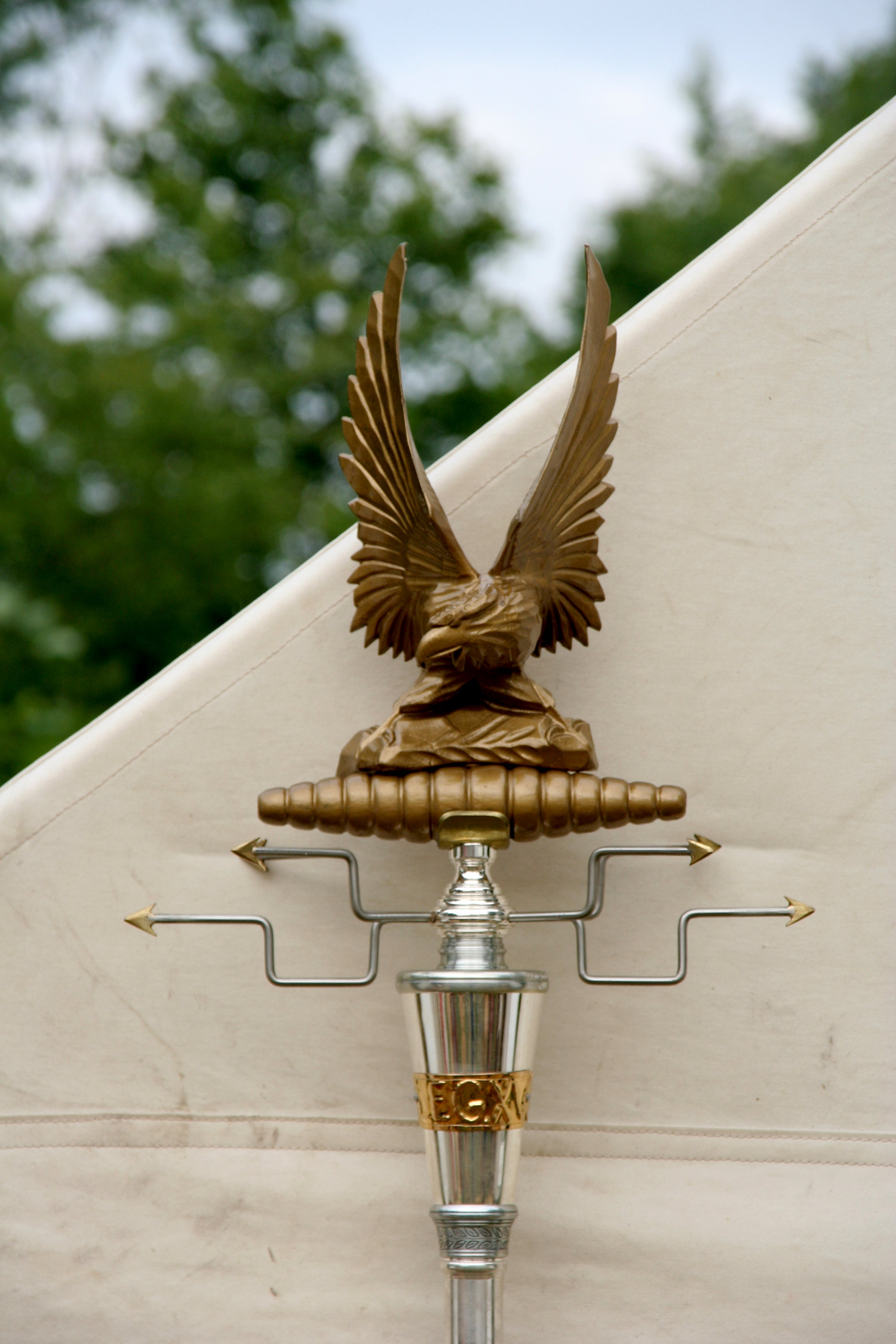
Aigle romaine, symbole de l’impérialisme

L'impérialisme romain s'est progressivement mis en place à la fin du IIIe siècle et au début du IIe siècle av. J.-C. Les historiens ont beaucoup discuté pour savoir si sa mise en place avait été fortuite, conjoncturelle, ou si elle était le fruit d'une stratégie politique mûrement réfléchie et préparée par le Sénat romain. Le fait est qu'en un demi-siècle, entre la fin du IIIe et le milieu du IIe siècle av. J.-C., Rome s'est rendue maîtresse du bassin méditerranéen et y a installé sa domination pour plus de trois siècles.

## Voir aussi

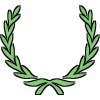
Les lauriers des Césars